# Institut de médecine aérospatiale du service de santé des armées
L'institut de médecine aérospatiale du service de santé des armées (IMASSA) est une ancienne école française située à Brétigny-sur-Orge. 
En juin 2009, l'IMASSA a été fusionné avec 3 autres services pour constituer l'Institut de recherche biomédicale des armées, qui a conservé l'implantation de l'IMASSA à Brétigny-sur-Orge.
L'IMASSA incorporait les jeunes médecins issus des écoles de Bordeaux et Lyon afin de leur faire suivre une spécialisation propre à l'Armée de l'air.
Les médecins servant dans l'Armée de l'air ainsi qu'au sein des régiments de l'Aviation légère de l'Armée de terre suivaient l'enseignement dispensé par l'IMASSA, sanctionné par l'obtention du Brevet de Médecine Aérospatiale reconnu de niveau équivalent à la Capacité de Médecine Aéronautique.